# Schlacht bei Lipan

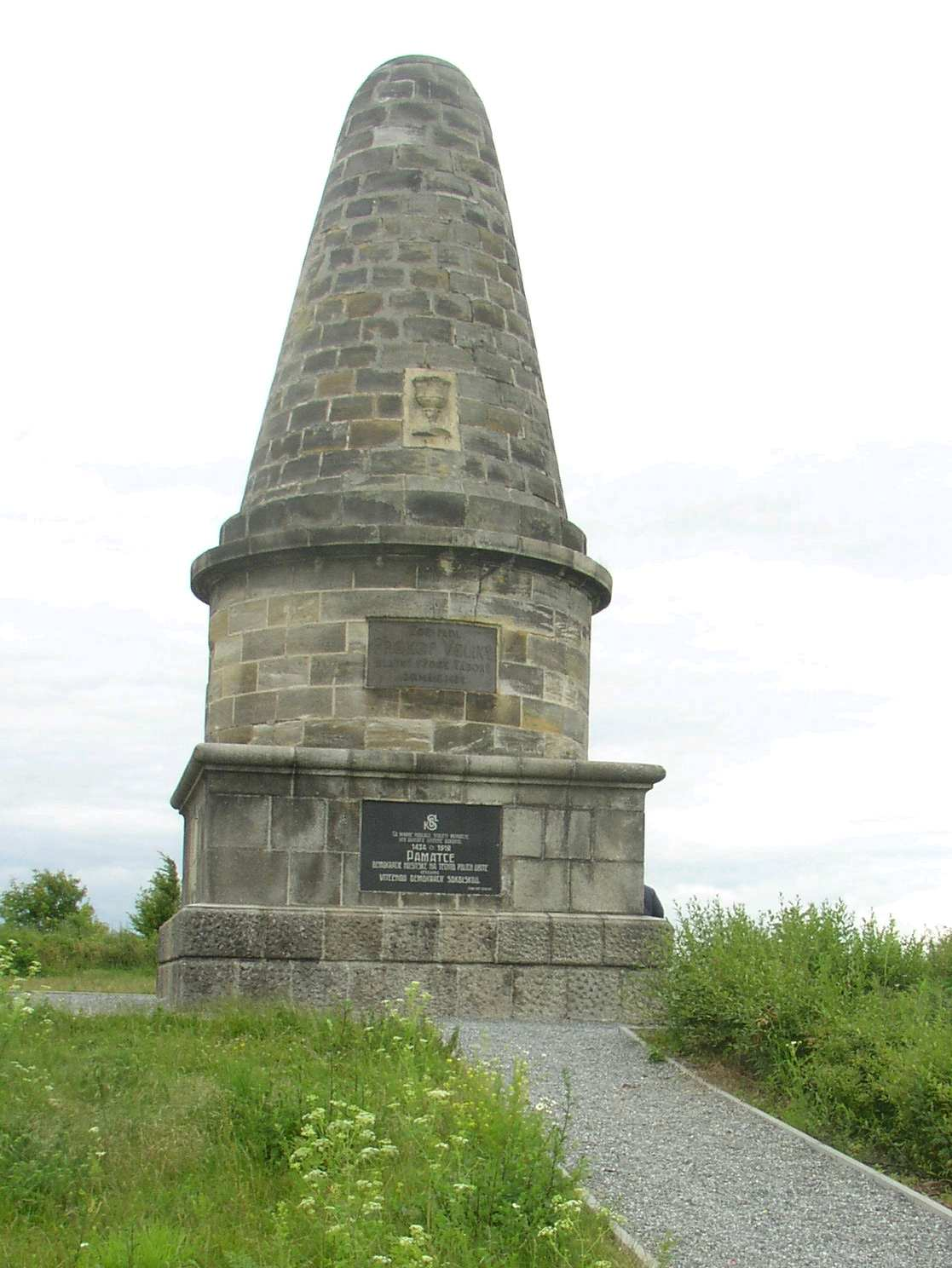
Denkmal der Schlacht von Lipany

Die Schlacht bei Lipan am 30. Mai 1434 war eine entscheidende kriegerische Begegnung, die den Ausgang der Hussitenkriege maßgeblich beeinflusste. In deutschen Geschichtsquellen wird die Auseinandersetzung auch als Schlacht bei Böhmisch Brod bezeichnet.

## Verlauf
Am Sonntag, dem 30. Mai 1434, standen sich südlich des Dorfes Lipany die vereinigten Truppen der radikalen Hussiten (Taboriten) unter der Führung von Prokop dem Großen sowie die Soldaten der Waisen, geführt von Jan Čapek ze Sán, und auf der anderen Seite die Koalition der gemäßigten Utraquisten und Katholiken gegenüber. Die Gemäßigten waren zahlenmäßig überlegen, die Radikalen konnten dagegen erfahrene und durch viele Kämpfe aufeinander abgestimmte Kämpfer vorweisen.
Beide Armeen verwendeten die klassische Kampftaktik und Ausrüstung der Hussiten. Beide Seiten wurden auch von erfahrenen Befehlshabern angeführt. Dem Tandem Prokop Holý und Jan Čapek ze Sán stand der nicht minder erfahrene Kelchbruder Diviš Bořek z Miletínka gegenüber, ein alter Mitkämpfer von Jan Žižka.
Die Schlacht begann zäh. Die Radikalen, die zuerst eintrafen, nahmen eine vorteilhafte Geländestellung ein. Diese befand sich auf Anhöhen südwestlich von Lipan und schloss sich in eine sechsreihige Wagenburg ein. Mit genügend Verpflegung warteten sie auf die Ankunft der Gegner. Sie verließen sich darauf, dass deren Nervosität mit der Zeit wachsen würde, da ihr Herrschaftsgebiet ungeschützt war. Sie rechneten mit einem Zerfall der Koalition und Schwächung der Katholiken oder deren Generalangriff unter unvorteilhaften Bedingungen. Den Befehlshabern der Gemäßigten war diese Lage klar, und sie versuchten mit einer List die Situation zu lösen.
Diviš Bořek z Miletínka versteckte seine Reiter in einem Tal in der Nähe der Wagenburg und näherte sich mit seiner eigenen Wagenburg den Gegnern. Nach 15 Uhr begann der Beschuss. Die Soldaten der Koalition täuschten Verwirrung vor, die Wagenburg brach auseinander, und es begann ein ungeordneter Rückzug.

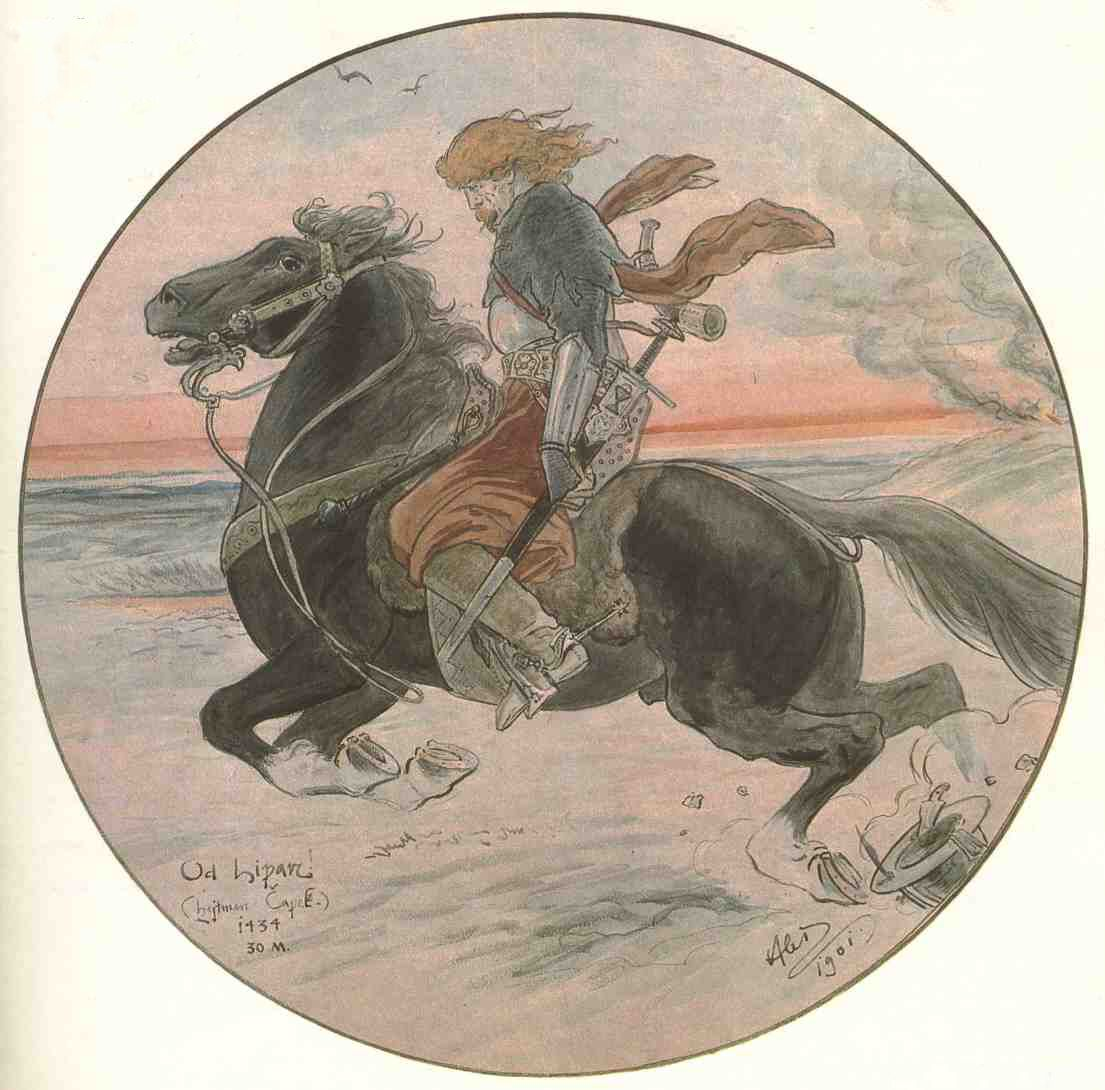
Jan Čapek ze Sán, Zeichnung von Mikoláš Aleš (1901)

Als der Rückzug begann, unterlief den beiden Befehlshabern der Waisen ein schwerer Fehler. Beim Anblick der flüchtenden Soldaten sahen sie einen erneuten leichten Sieg, wie in den vorhergehenden leicht gewonnenen Schlachten, vor sich. Sie öffneten die Wagenburg, damit sie auch dieses Mal die desorganisierte und demoralisierte Armee mit ihrer „von Gott geschenkten holden Reiterschaft“ in die Flucht schlagen könnten. Die Gemäßigten warteten, bis Jan Čapek ze Sán sich weit genug von der Feste entfernt hatte und alle mit der Beobachtung des sich nähernden Massakers beschäftigt waren, um mit der versteckten Kavallerie anzugreifen.
Die Reitergruppe griff die geöffnete Wagenburg an, eroberte sie und hielt sie bis zur Ankunft der zu Hilfe eilenden Infanterie. Diese verteilte sich inzwischen völlig, zeigte aber plötzlich ein gänzlich offensives Verhalten. Die Veränderung weckte zu spät das Misstrauen der Waisen, die inzwischen harte Kämpfe und die sich nähernde gegnerische Armee auf offenem Feld vor sich sahen. Ihnen wurde  klar, dass es ihnen nicht gelingen würde, die Wagenburg rechtzeitig zu schließen.
Jan Čapek ze Sán hörte die verzweifelten Signale seines Mitkämpfers Prokop Holý, der mit seiner Infanterie in der Wagenburg verblieben war. Jan wurde klar, dass es ihm nicht mehr gelingen würde, die Wagenburg zurückzuerobern und dass einer der Grundsätze der Kampftaktik der Hussiten nie versagte: Wenn die Wagenburg fällt, ist die Schlacht verloren. Der Infanterie konnte nicht mehr geholfen werden. Jan Čapek ze Sán zog sich mit der Reiterei in die in der Nähe befindliche uneinnehmbare Stadt Kolín zurück und rettete dadurch zumindest einen Teil seines Heeres.

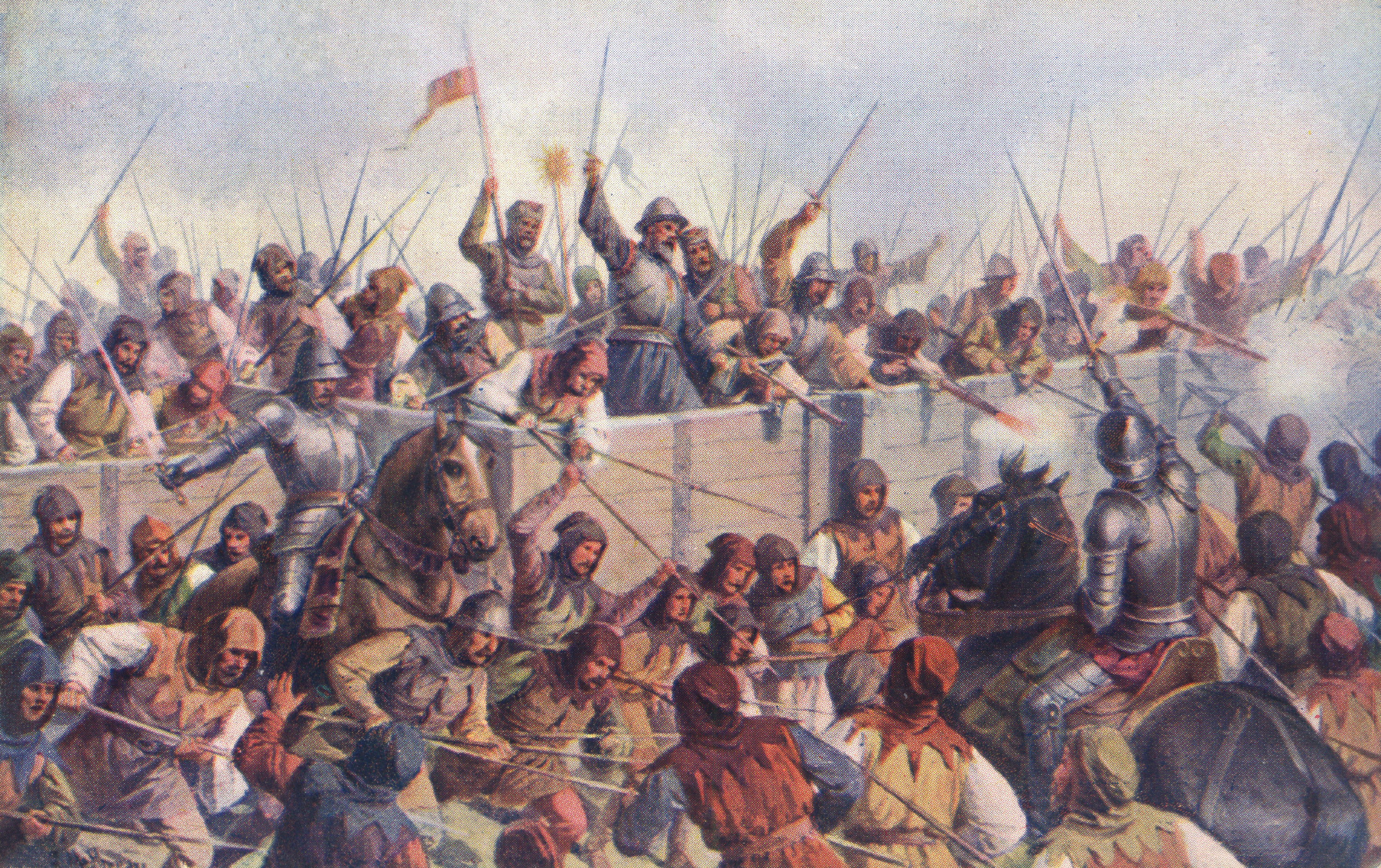
Historiengemälde von Josef Mathauser

## Folgen
Die Schlacht endete mit einem Massaker, wobei die Sieger den Großteil der Gefangenen liquidierten (allein etwa neunhundert wurden in Scheunen verbrannt) und den Kern der Taboriten damit auslöschten. Ein Teil der Gefangenen der ursprünglich 12.000 Mann zählenden Armee der Taboriten schlug sich auf die Seite der Gemäßigten mit ursprünglich etwa 20.000 Mann, ein Teil der Überlebenden meldete sich als Söldner bei ausländischen Armeen, und ein kleiner Bruchteil bot noch eine Zeit lang Widerstand, darunter zum Beispiel Jan Roháč z Dubé. Diese eher symbolische Gegenwehr hielt jedoch nicht lange. Roháč wurde am 9. September 1437 endgültig bei Kuttenberg geschlagen. Nachdem er sich geweigert hatte, Sigismund als König anzuerkennen, wurde er in Prag gehängt. Die Hussitenkriege in Böhmen waren beendet.

## Rezeption
1881 wurde auf der Anhöhe von Lipan ein Grabhügel errichtet.

1898 schuf der tschechische Maler Luděk Alois Marold mit Unterstützung weiterer Künstler das Panoramagemälde „Bitva u Lipan“ (Schlacht bei Lipany), das größte Historiengemälde in Tschechien.